# Alista, Mexiko
Alista är en ort i Mexiko.   Den ligger i kommunen San Gabriel och delstaten Jalisco, i den södra delen av landet, 500 km väster om huvudstaden Mexico City. Alista ligger 1 352 meter över havet och antalet invånare är 1 108.
Terrängen runt Alista är kuperad, och sluttar brant västerut. Runt Alista är det glesbefolkat, med 20 invånare per kvadratkilometer. Närmaste större samhälle är Tolimán, 13,7 km väster om Alista. I omgivningarna runt Alista växer huvudsakligen savannskog.